# ستريليتسي

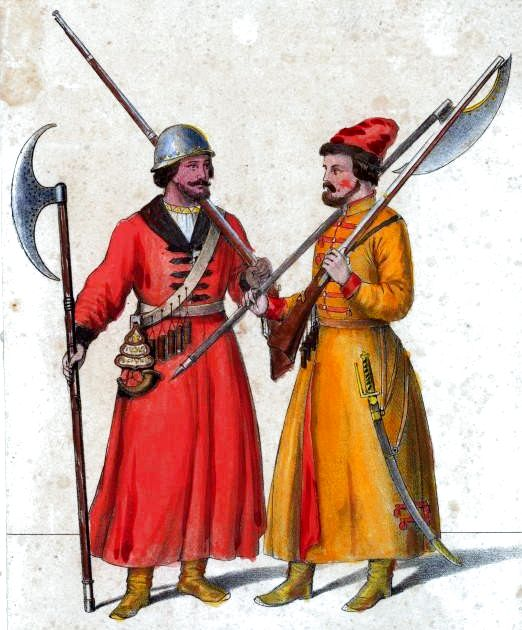
ستريليتس

الستريليتس (بالروسية: Стрельцы́)‏, (strel’tsy, حرفيا «قناصة»; والجمع стреле́ц, قناصون) كانت قوات حراس عسكرية مسلحة بالأعيرة النارية في روسيا ما بين القرن السادس عشر والقرن الثامن عشر. أطلق عليهم اسم قوات ماركسمان (Стрелецкое Войско) في بعض الأحيان.

## التاريخ
أنشئ إيفان الرهيب أول فرقة ستريليتس ما بين 1545 و 1550 بسلاح القربينات. أول مشاركة عسكرية للستريليتس كان في حصار قازان في 1552. في الأول تم تجنيد الصناع وسكان الريف في الستريليتس وفي ما بعد أصبح ولوج القوات يتم بالتجنيد الإجباري أو بالوراثة. في بداية القرن السادس عشر كانت قوات الستريليتس تعتبر صفوة القوات الروسية لكن مع مرور الوقت قل التدريب ومعه عدد المتطوعين.
بحلول نهاية القرن السادس عشر بلغ تعدادهم 20000 حتى 25000 فرد وفي 1681 وصل حتى 55000 وتمركز 22500 منهم في موسكو وحدها. دخول الستريليتس في الحرف والتجارة عجل من تخالط ملكياتهم وعامة الناس. رغم فعاليتهم العسكرية وقدراتهم القتالية المعهودة في حصار قازان والغزو البولندي السويدي في الحرب الليفونية والحملات العسكرية على القرم وبولندا، بدأ ظهور لبوادر الضعف في هذه القوات في النصف الثاني من القرن السابع عشر مقارنة مع الجندي العادي في قوات النظام الجديد.

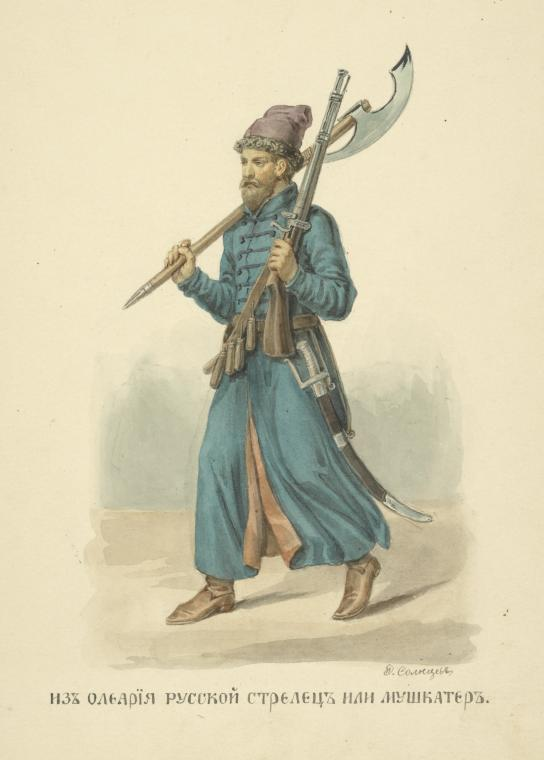

مشاق الخدمة العسكرية وتأخر الرواتب المتكررة والاستيلاء على جزء من الإدارة المحلية والقادة العسكريين أدى إلى مشاركة بعض الستريليتس (وخاصة الأكثر فقرا) في انتفاضات ضد القنانة في القرن 17 وأوائل القرن 18، مثل حروب الفلاحين في بداية القرن 17 و 1670-1671 (ستيبان رازين) وانتفاضة موسكو 1682 وانتفاضة ستريليتس في 1698 وانتفاضة أستراخان في 1705-1706).
في نفس الوقت تمتع قادة الستريلتس بمقام اجتماعي وحاولوا منع انتفاضة الستريلتس العاديين وابقاءهم تحت كنف الحكومة. أصبح الستريلتس فيما بعد عنصرا آمرا في السياسة الروسية حينما حاولوا منع بيتر الأول من اعتلاء العرش مناصفة مع أخيه من أبيه إيفان.